# Totál gáz
A Totál gáz (eredeti cím: À fond) 2016-ban bemutatott francia–macedón filmvígjáték, Nicolas Benamou rendezésben.
Magyarországon 2017. július 27-én mutatták be.

## Cselekmény
A történet azzal indul, hogy egy átlagos francia család két gyerekkel és egy terhes feleséggel nyaralni indul a vadonatúj, ultramodern autójukkal. Előrevetíti az események árnyékát, hogy a plasztikai sebész férj kétbalkezes apja is velük utazik, a feleség ellenkezése dacára.
Az autópályán az autó elektronikája elromlik, és az autó sebessége beragad 160 km/h-nál. Sem fékezni nem tudnak, sem az elektronikát kikapcsolni. Az autópálya motoros rendőrei eleinte szórakozásból száguldozónak tartják a sofőrt, azonban később próbálnak segíteni, hogy az autó akadálytalanul folytassa az útját.
Még a száguldozás beindulása előtt egy benzinkútnál felvesznek egy kék hajú, stopos lányt, akit az anyja véletlenül otthagyott.
Végül csak helikopterrel tudják kimenteni az utasokat a száguldó autóból.

## Szereplők
| Szerep               | Színész           | Magyar hangja (1. szinkron, 2017) |
| -------------------- | ----------------- | --------------------------------- |
| Tom                  | José Garcia       | Kerekes József                    |
| Ben                  | André Dussollier  | Forgács Gábor                     |
| Julia                | Caroline Vigneaux | Pap Katalin                       |
| Melody               | Charlotte Gabris  | Szabó Zselyke                     |
| Besauce törzszászlós | Vincent Desagnat  | Tokaji Csaba                      |
| Lison                | Josephine Callies | Gyarmati Laura                    |
| Noé                  | Stylane Lecaille  | Tóth Márk                         |
| Danieli              | Jérôme Commandeur | Németh Gábor                      |
| Vignali csendőrnő    | Ingrid Donnadieu  | Mezei Kitty                       |
| Jacky                | Vladimir Houbart  | Potocsny Andor                    |
| Peton százados       | Florence Foresti  | Ősi Ildikó                        |